# Botanophila retusa
Botanophila retusa este o specie de muște din genul Botanophila, familia Anthomyiidae. A fost descrisă pentru prima dată de Ringdahl în anul 1952. Conform Catalogue of Life specia Botanophila retusa nu are subspecii cunoscute.